# LEGO Orient Expedition
Lego Orient Expedition is het vierde avontuur van het LEGO-thema Adventurers, dat is gebaseerd op door Lego verzonnen verhalen met in de hoofdrol Johnny Thunder, Pippin Reed en Dr. Kilroy, en met als vijand Lord Sinister.

## Verhaal
Johnny Thunder is ontsnapt aan Lord Sinister als hij een zilveren hoorn wil bemachtigen, en redt zichzelf weer eens van de dood. Maar een volgend avontuur staat alweer op hem te wachten. Dr. Kilroy heeft een oud stuk perkament opgestuurd gekregen, waarvan Johnny denkt dat het een deel van de schatkaart is die naar de nooit gevonden schat van Marco Polo leidt: De Gouden Draak. Johnny gaat samen met zijn vriendin Pippin Reed en dr. Kilroy op ontdekkingsreis naar de Gouden Draak. Lord Sinister weet echter van de schat, en volgt Johnny.
Johnny moet om de Gouden Draak te kunnen bemachtigen drie kostbare voorwerpen ophalen, één in het Schorpioenenpaleis in India, één in de tempel op de Mount Everest, en één in het duistere Drakenfort. De schatkaart geeft als eerste India aan. De reis naar India verloopt niet helemaal vredig, ze worden opgehouden door Lord Sinister die een complot heeft gesmeed met de plaatselijke maharadja. De Maharadja wil de Zonnesteen die leidt tot eeuwige macht. Deze steen wordt echter bewaakt door een monster, Tygurah, en is moeilijk te pakken te krijgen. Een Indiase jongen, Babloo, belooft Johnny te helpen als Johnny ervoor zorgt dat de maharadja van de Zonnesteen afblijft. Babloo brengt ze naar het Schorpioenenpaleis, en met een beetje geweld weet Johnny het kostbare voorwerp te bemachtigen: een gouden schild.
De reus vervolgt naar de toppen van het Himalaya-gebergte, waar Johnny het tweede voorwerp moet ophalen. De ballon waarmee de vrienden reizen wordt echter aangevallen door Lord Sinister, die hen weer heeft ingehaald. Johnny zal zijn reis dus te voet moeten afmaken. Door de nieuwsgierigheid van Pippin Reed komen ze echter in aanraking met een heuse yeti, maar een fototoestel weet deze yeti te verblinden. Als de vrienden na de achtervolging met de yeti de tempel bereiken waar het kostbare voorwerp ligt, komen ze echter in de val te zitten. Lord Sinister heeft samen met een yeti-jager, Ngan Pa, een val voorbereid om de vrienden weg te houden van het kostbare voorwerp. Johnny weet te ontsnappen en bemachtigt ook het tweede kostbare voorwerp: een gouden zwaard.
Van de koude bergtoppen reizen ze af naar een warm meer ergens in China. Het duistere Drakenfort wat ze moeten bereiken wordt echter nog bewoond door een gemene keizer, met tientallen bewakers. Johnny wordt opgesloten in de Chinese Muur door deze bewakers, maar door een actie van Pippin Reed weten ze weer te ontsnappen. Ze bereiken het Drakenfort, en wat blijkt: Lord Sinister heeft ook weer een complot weten te smeden met de keizer. Met hulp van Ling, een Chinees meisje, weten ze het fort binnen te komen, maar daar stuiten ze op tegenslag. Lord Sinister heeft het derde kostbare voorwerp al gestolen: een gouden helm. Lord Sinister leidt de vrienden mee naar een stenen wachter, die als beeld dient in het fort. Achter het beeld zit een hendel waar Lord Sinister aan trekt, gelukkig was dit een valstrik en valt Lord Sinister in een bodemloze put, samen met de wachters en de gemene keizer. Johnny wist al wat er fout was gegaan, ze hadden de gouden voorwerpen op het beeld moeten plaatsen, zodat de wachter compleet zou zijn. Na dit verschijnen er twee sleutels en kunnen twee deuren worden geopend die nog nooit geopend zijn geweest. Achter de deuren bevinden zich twee draaischijven die toegang geven tot een deur waarachter de Gouden Draak zich bevindt. Johnny heeft opnieuw een schat bemachtigd, samen met de hulp van zijn vrienden.

## Bordspel
Bij iedere set uit deze serie zaten een aantal speelkaarten, met daarop figuren, plaatsen en voorwerpen uit de Orient Expedition-serie. Bij de grotere sets uit de serie, het Schorpioenenpaleis, de Tempel op de Mount Everest en het Drakenfort, zaten een aantal platen om een bord te creëren, waarop gespeeld kon worden met de figuren uit de serie, en de Lego-sets zelf. De kaarten vormden benodigde dingen voor het uitspelen van dit bordspel.

## Serie
De volgende lijst is een lijst van de sets die Lego Orient Expedition op haar naam heeft staan. Ze zijn geordend op volgorde van productienummer.
| Naam van de set             | №    | Figuren bij de set                                                                                       |
| --------------------------- | ---- | --- |
| Het Geheim van de Tombe     | 7409 | Lord Sinister; Skelet                                                                                    |
| Jungle Rivier               | 7410 | Johnny Thunder                                                                                           |
| Tygurah's Grom              | 7411 | Dr. Kilroy; Tygurah (nog in elkaar te zetten)                                                            |
| De Schuilplaats van de Yeti | 7412 | Pippin Reed; Yeti (nog in elkaar te zetten)                                                              |
| De Doorgang van Jun-Chi     | 7413 | Johnny Thunder; Jun-Chi (nog in elkaar te zetten)                                                        |
| De Olifantenkaravaan        | 7414 | Pippin Reed; Babloo; Lord Sinister                                                                       |
| De Luchtnomaad              | 7415 | Johnny Thunder; Dr. Kilroy                                                                               |
| Het Schip van de Keizer     | 7416 | Lord Sinister; 2 Chinese Wachters                                                                        |
| Tempel op de Mount Everest  | 7417 | Johnny Thunder; Sherpa Gids; Lord Sinister; Ngan Pa                                                      |
| Het Schorpioenenpaleis      | 7418 | Johnny Thunder; Dr. Kilroy; Lord Sinister; Maharadja; Indiase Wachter                                    |
| Het Drakenfort              | 7419 | Johnny Thunder; Pippin Reed; Dr. Kilroy; Ling; Lord Sinister; Keizer; 2 Chinese Wachters; Stenen Wachter |
| De Thunder-blazer           | 7420 | Johnny Thunder                                                                                           |